# 皮埃尔佩尔塞
皮埃尔佩尔塞（法語：Pierre-Percée，法語發音：[pjɛʁ pɛʁse]）是法国默尔特-摩泽尔省的一个市镇，位于该省东南部，和孚日省接壤，属于吕内维尔区。

## 地理
皮埃尔佩尔塞（48°28'7"N, 6°55'57"E）面积9.93 平方千米，位于法国大東部大區默尔特-摩泽尔省，该省份为法国东北部内陆省份，是洛林的一部分，北邻比利时、卢森堡，北起顺时针与摩泽尔省、下莱茵省、孚日省和默兹省接壤。
与皮埃尔佩尔塞接壤的市镇（或旧市镇、城区）包括：普莱讷河畔塞勒、昂戈蒙、巴东维莱、比永维尔、讷夫迈松、佩克索讷。

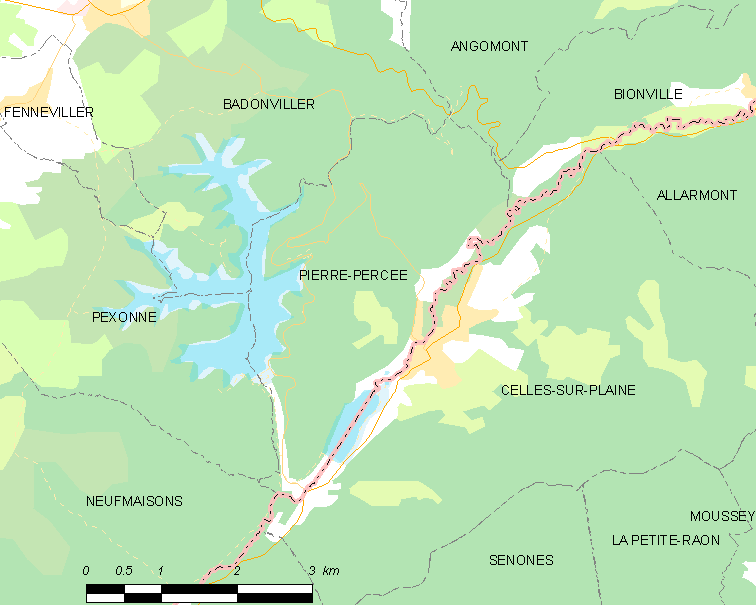
皮埃尔佩尔塞的OSM定位图

皮埃尔佩尔塞的时区为UTC+01:00、UTC+02:00（夏令时）。

## 行政
皮埃尔佩尔塞的邮政编码为54540，INSEE市镇编码为54427。

## 政治
皮埃尔佩尔塞所属的省级选区为巴卡拉县。

## 人口

1962-2008年间皮埃尔佩尔塞人口变化图示

皮埃尔佩尔塞于2022年1月1日时的人口数量为96人。